# Майданівка (Бучанський район)
Майда́нівка — село в Україні, у Бородянській селищній об'єднаній територіальній громаді Бучанського району Київської області. Колишній адміністративний центр Майданівської сільської ради у колишньому Бородянському районі Київської області, нині — Майданівський старостинський округ, до складу якого входять села Майданівка, Вишняки та Язвинка. Населення становить 615 осіб.

## Географія
Через село тече річка Пісківка.

## Населення
Лаврентій Похилевич у «Сказаниях о населенных местностях Киевской губернии» подає інформацію, що у селі станом на 1864 рік мешкало 250 осіб, з них 140 католиків та поселенні Людвигівка, що розташовувалося на відстані 2 км від Майданівки мешкало ще 60 католиків, православних було лише 30 осіб. 1884 року, за інформацією поданою у Географічному словнику Королівства Польського, в селі мешкало близько 400 осіб, з них: 250 — православних та 140 — католиків. У кінці XIX століття, власницьке село Майданівка, мало вже 90 дворів, а населення становило вже 544 особи.
За даними всеукраїнського перепису населення 2001 року у селі мешкало 615 осіб.
Мова
Розподіл населення за рідною мовою за даними перепису 2001 року був наступним:
| українська | 592 | 96,26 |
| російська  | 19  | 3,08  |
| білоруська | 2   | 0,33  |
| інші       | 2   | 0,33  |

## Назва
За Лаврентієм Похилевичем, назва походить від смоляного заводу (майдану), що колись розташовувався на місці села. 

## Історія

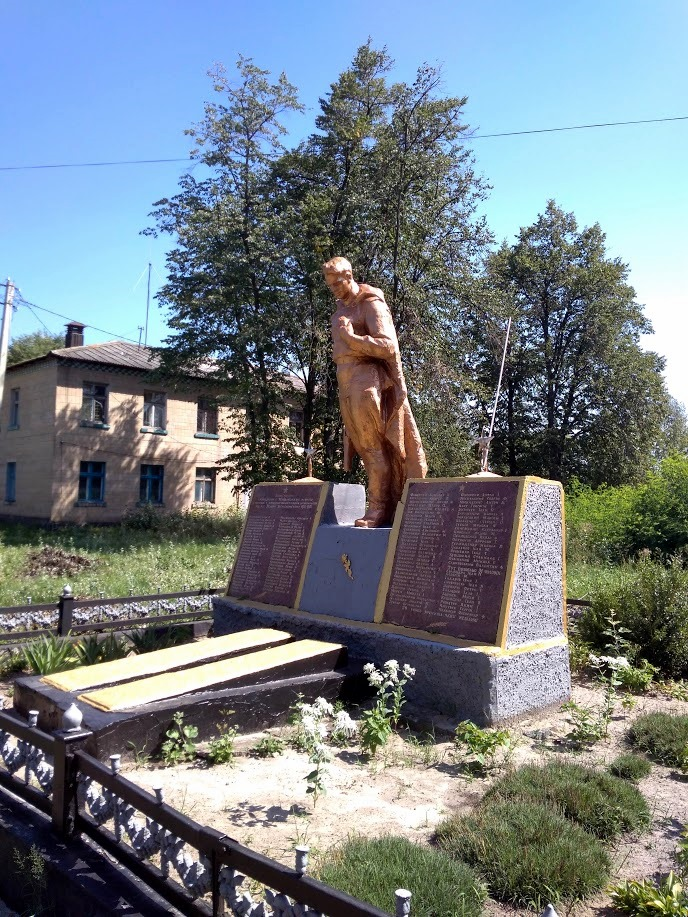
Братська могила воїнів Радянської Армії

Перші поселення на території сучасної Майданівки належать до доби бронзи. Ще у XIX столітті поселення розташовувалося посеред лісу. За народними переказами, час заснування села відносять до XIII століття.
На початку XVII століття Майданівка належала до Макарівського маєтку декана Каєтана Росцішевського. У 1864 році село перебувало у власності Віктора Росцішевського. Тут працювали винокурня, поташна буда та млин.
У 1872 році у Майданівці відкрито однокласну школу грамоти. У ній навчалося 25—30 учнів. Навчання розпочиналося у жовтні й тривало до квітня. Учнів навчав один вчитель, якого направляв повіт. На той час в селі був водяний млин, як і все село належав поміщиці Єлизаветі Семенівні Лазицькій, а також дві кузні. Економія у Майданівці належала поміщику Озеровському, якому належало близько 500 десятин землі. 
У 1919 році у селі створена сільська рада, яку очолив Дмитренко. Сільська рада у 1923 році увійшла до складу новоствореного Бородянського району.
14 листопада 1921 року під час Листопадового рейду через Майданівку проходила Волинська група (командувач — Юрій Тютюнник) Армії Української Народної Республіки.
1925 року в селі почала працювати початкова школа, що розташовувалася у двох сільських хатах. У ній навчалося 50—60 учнів. При школі було відкрито курси лікнепу. У 1935 році у Майданівці створено семирічну школу, а за три роки, у 1938 році було відкрито нову будівлю школи.
У 1927 році були утворені партійний та комсомольський осередки, які очолили Біленко І. О. та Червоний Ф. відповідно. У березні 1930 року в селі утворено колгосп «Комінтерн», який очолив Червоний В. М. Під час примусової колективізації у 1928—1933 роках за межі України було примусово виселено багато селянських родин.
Під час Голодомору 1932—1933 років, від штучного голоду померло 11 мешканців Майданівки, з них 6 — діти. Пережили голодомор — 56 осіб.
З початком німецько-радянської війни багато майданівців пішло на фронт. Від липня 1941 року велися оборонні бої за село Майданівка частинами та підрозділами 171-ої стрілецької дивізії РСЧА під командуванням генерал-майора Олександра Будихо. Після важких позиційних боїв, що тривали понад місяць, радянські війська за наказом військового керівництва покинули позиції та відійшли у бік Дніпра. Село було окуповане Вермахтом 23 серпня 1941 року. Під час бойових дій місцеве населення ховалося у лісі. Було зруйновано багато приватних обійсть, а також будівлі сільського клубу, млина, олійні, електростанції. У напівзруйнованій будівлі школи, спочатку була конюшня, а також працювали кухня та лазня, пізніше відкрилася ще й церква. Майданівці брали активну участь у партизанському русі. 
З 1942 року на примусові роботи до Німеччини з Майданівки було вивезено понад 100 односельців, переважно молодих хлопців та дівчат.
9 листопада 1943 року під час Київської наступальної операції Майданівку було звільнено з-під німецької окупації частинами 75-ої гвардійської стрілецької дивізії під командуванням генерал-майора Василя Горішного. На фронтах німецько-радянської війни загинуло більше ста односельців. За мужність та відвагу, виявлені під час війни 213 місцевих мешканців відзначено урядовими нагородами.
У 1956 році відбулося укрупнення майданівського колгоспу «Комінтерн», за рахунок приєднання колгоспу імені К. Ворошилова (хутір Язвинка) та господарства хутора Вишняки. 1960 року колгосп «Комінтерн» реорганізований у радгосп «Майданівський», з центральною садибою у Майданівці. Колгосп мав 4,2 тис. га сільськогосподарських угідь, з них 2,2 га — орні землі. У 1980 році колгосп перетворений на підсобне господарство київського заводу «Арсенал». З розпадом СРСР завод «Арсенал» виключений зі складу військово-промислового комплексу України, а підсобне господарство у Майданівці зменшило обсяги виробництва і на даний час майже не працює.
У 1960—1980-х роках в селі функціювали восьмирічна школа, два клуби та дві бібліотеки.
Під час повномасштабного вторгнення російських військ на Україну у лютому 2022 року у Майданівці зазнали значних руйнувань більшість приватних обійсть, будівель, знищено практично усі комунікації.

## Церква
У дорадянський час у селі існувала дерев'яна церква Казанської ікони Божої Матері та належала до парафії у селі Забуяння. Збудована церква була не раніше 1900 і не пізніше 1912 року. Від 1995 року в Майданівці діє парафія Казанської ікони Божої Матері, що належить до Бородянського благочиння Київської єпархії УПЦ (МП).

## Відомі люди
- Мех Наталія Олександрівна (нар. 8 жовтня 1974) — українська мовознавчиня, доктор філологічних наук, професор, заслужений працівник освіти України[13][14].
- Романенко Ілля Никанорович — український науковець, фахівець у галузі економіки і організації сільського господарства та тваринництва.
- Романенко Павло Никанорович — доктор технічних наук, професор, керівник Московського державного інституту ліса (нині — Митищинська філія МДТУ імені М. Е. Баумана)[15][12].